# Les Experts : Complot à Las Vegas
Les Experts : Complot à Las Vegas (CSI: Fatal Conspiracy) est un jeu vidéo de réflexion développé par le studio indépendant Telltale et édité par Ubisoft en 2010 sur Windows, Xbox 360, Wii et PlayStation 3. Il reprend l'univers et l'ambiance de la série télévisée américaine Les Experts.

## Scénario
Le joueur incarne une recrue du CSI et devient partenaire avec différents membres du groupe. Les partenaires changent à travers l'histoire et les 5 enquêtes proposées au joueur. Le joueur se rendra vite compte qu'il y a un lien entre les différentes affaires.

## Système de jeu
L'objectif principal du joueur est de récolter un maximum d'indices sur les lieux du crime grâce à l'utilisation d'objets différents tels que la poudre dactyloscopique ou encore la pince à épiler.
Il devra donc choisir l'outil nécessaire en fonction des situations. Après la phase de collectes d'indices, l'équipe des Experts se dirige vers le laboratoire afin de traiter les données recueillies à travers des mini-jeux. Puis le joueur est confronté à un interrogatoire avec les suspects ou les témoins du crime. Il doit poser des questions à l'interrogé et peut même présenter la bonne preuve au bon moment, ce qui permet de débloquer la situation de l'interrogatoire et d'avancer dans l'histoire.

## Réception
Le jeu est critiqué par le manque d'innovations par rapport aux anciens épisodes et pour les graphismes. En revanche, le scénario du jeu est considéré comme étant le point fort du titre.